# Margyricarpus acanthocarpus
Margyricarpus acanthocarpus är en rosväxtart som beskrevs av Carlos Luis Spegazzini. Margyricarpus acanthocarpus ingår i släktet Margyricarpus och familjen rosväxter. Inga underarter finns listade i Catalogue of Life.